# 우에하라 켄

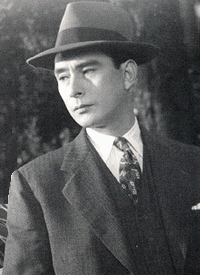

우에하라 켄(池端 清亮, 1909년 11월 7일 ~ 1991년 11월 23일)은 일본의 배우이다.
도쿄에서 태어났으며 도쿄에서 사망하였다. 다마 공동묘지에 매장되었다.

## 영화
- 영화 여배우 (1987년)
- 시간을 달리는 소녀 (1983년)
- 해저군함 (1963년)
- 추신구라 - 47로닌 (1962년)
- 일본 제일의 대장부 (1962년)
- 모스라 (1962년)
- 빙벽 (1958년)
- 야성의 여인 (1957년)
- 밤의 강 (1956년)
- 여성에 관한 12장 (1954년)
- 내 모든 것을 (1954년)
- 만국 (1954년)
- 산의 소리 (1954년)
- 굴뚝이 보이는 곳 (1953년)
- 아내 (1953년) - 미호코의 남편 토이치 역
- 부부 (1953년) - 나카하라 이사쿠 역
- 무국적자 (1952년)
- 결혼 행진곡 (1951년)
- 이에라이샤 (1951년)
- 밥 (1951년)
- 유키 부인의 초상 (1950년)
- 무네카타 자매들 (1950년)
- 요츠야 괴담 2 (1949년)
- 요츠야 괴담 (1949년)
- 인간 모양 (1949년)
- 365일 밤 (1949년)
- 마치코에 의해 - 꽃이 핀다 (1948년)
- 결혼 (1947년)
- 필승가 (1945년)
- 환호의 도시 (1944년)
- 가녀의 각서 (1941년)
- 사랑의 나무 (1938년)
- 숙녀는 무엇을 잊었는가 (1937년)
- 아리가토 씨 (1936년)